# نگهبانان کهکشان ویژه تعطیلات
نگهبانان کهکشان ویژه تعطیلات (انگلیسی: The Guardians of the Galaxy Holiday Special) ویژه‌برنامهٔ تلوزیونی به نویسندگی و کارگردانی جیمز گان برای سرویس استریم دیزنی پلاس است که بر اساس تیم ابرقهرمان نگهبانان کهکشان در مارول کامیکس ساخته شده‌است. این دومین نمایش ویژهٔ دنیای سینمایی مارول است که با فیلم‌ها و مجموعه‌های تلویزیونی این فرنچایز ارتباط دارد. این نمایش توسط مارول استودیوز و ترول کرت انترتینمنت تولید شده‌است و داستان آن در مورد نگهبانان کهکشان است که کریسمس را جشن می‌گیرند و به‌دنبال هدیه‌ای برای رهبرشان پیتر کوییل هستند.
در این نمایش کریس پرت، دیو باتیستا، کارن گیلان، پام کلمنتیئف، وین دیزل، بردلی کوپر، شان گان، و مایکل روکر بار دیگر نقش‌های مربوطهٔ خود در رسانه‌های مربتظ دنیای سینمایی مارل را ایفا می‌کنند و گروه موسیقی Old 97's و کوین بیکن از بازیگران هستند. گان در طول ساخت نگهبانان کهکشان بخش ۲ (۲۰۱۷) بر روی این پروژه کار کرد و در دسامبر ۲۰۲۰ اعلام شد. فیلم‌برداری در طول تولید فیلم نگهبانان کهکشان بخش ۳ (۲۰۲۳) از فوریه تا اواخر آوریل ۲۰۲۲ در آتلانتا، جورجیا، و لس آنجلس به طول انجامید.
نگهبانان کهکشان ویژه تعطیلات به‌عنوان پایان فاز چهارم دنیای سینمایی مارول در ۲۵ نوامبر ۲۰۲۲ به وسیلهٔ دیزنی پلاس پخش شد. این ویژه‌برنامه به‌خاطر طنز، کارگردانی گان و نقش‌آفرینی‌های کلمنتیئف، باتیستا و بیکن، با نقدهای مثبتی از طرف منتقدان مواجه شد.

## بازیگران
- کریس پرت در نقش پیتر کوئیل / استار لرد
- زویی سالدانا در نقش گامورا
- دیوید باتیستا در نقش دراکس
- وین دیزل صداپیشه گروت
- بردلی کوپر صداپیشه راکت
- کارن گیلان در نقش نبیولا
- پام کلمنتیئف در نقش مانتیس

## بازخورد منتقدان
نگهبانان کهکشان ویژه تعطیلات در وبگاه نقد و بررسی راتن تومیتوز بر اساس نظر ۳۰ منتقد، امتیاز ۹۳٪ با نمرهٔ ۸/۱۰ را کسب کرده‌است. اجماع منتقد این سایت بیان می‌کند: «بیشتر یک جوراب کریسمسی است تا یک بستهٔ هدیه کاملاً پر، این گشت و گذار ایام کریسمس نمایشی لذت‌بخش برای درکس، منتیس و پرانرژی ویژهٔ کوین بیکن است.» این نمایش در متاکریتیک، که از میانگین وزنی استفاده می‌کند، بر اساس نظر شش منتقد امتیاز ۷۸ از ۱۰۰ را کسب کرده که نشان‌گر «بازبینی‌های به‌طور کلی مطلوب» است.